# Atrechtcollege

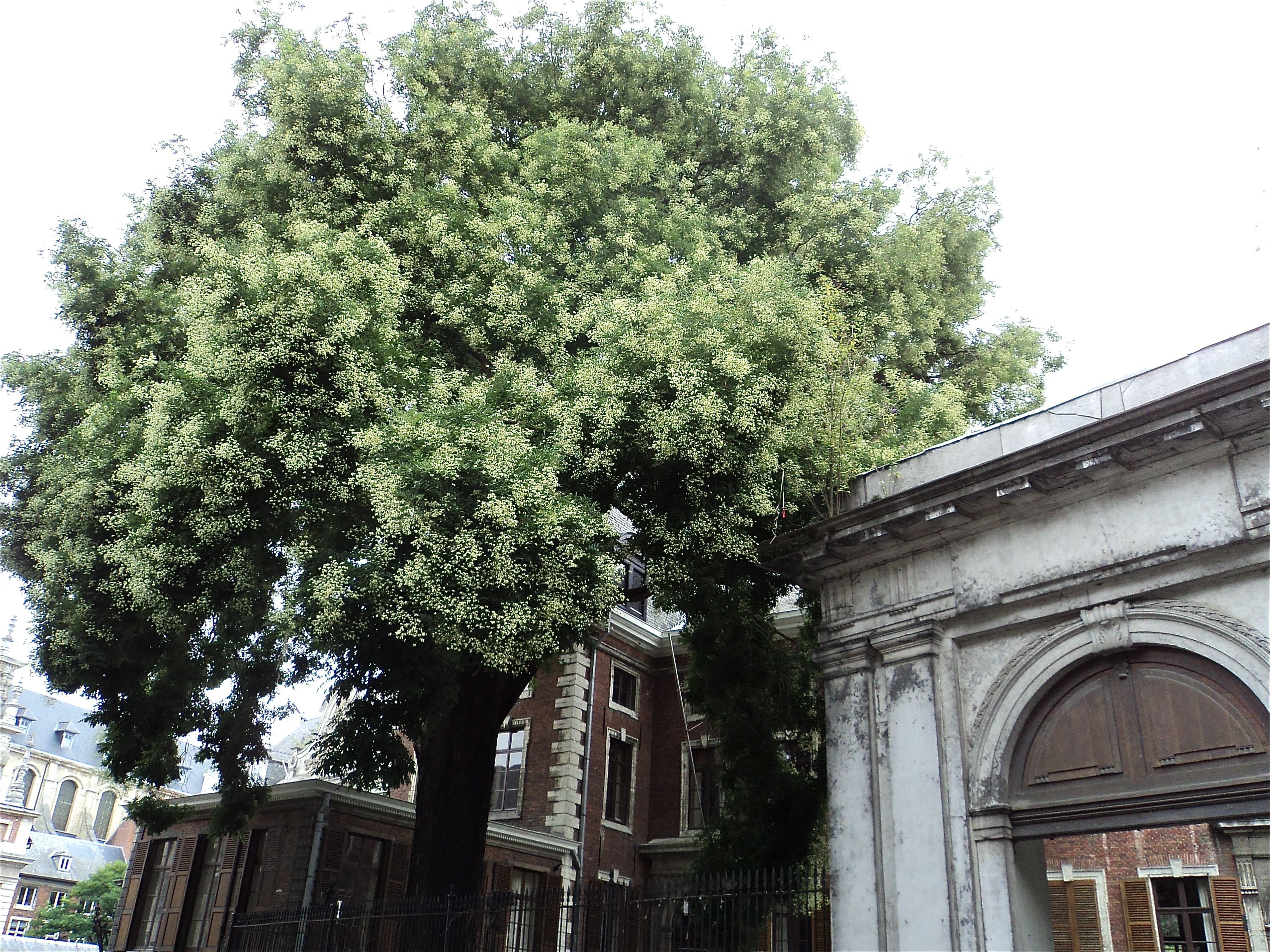
Atrechtcollege met bloeiende Japanse honingboom in Naamsestraat

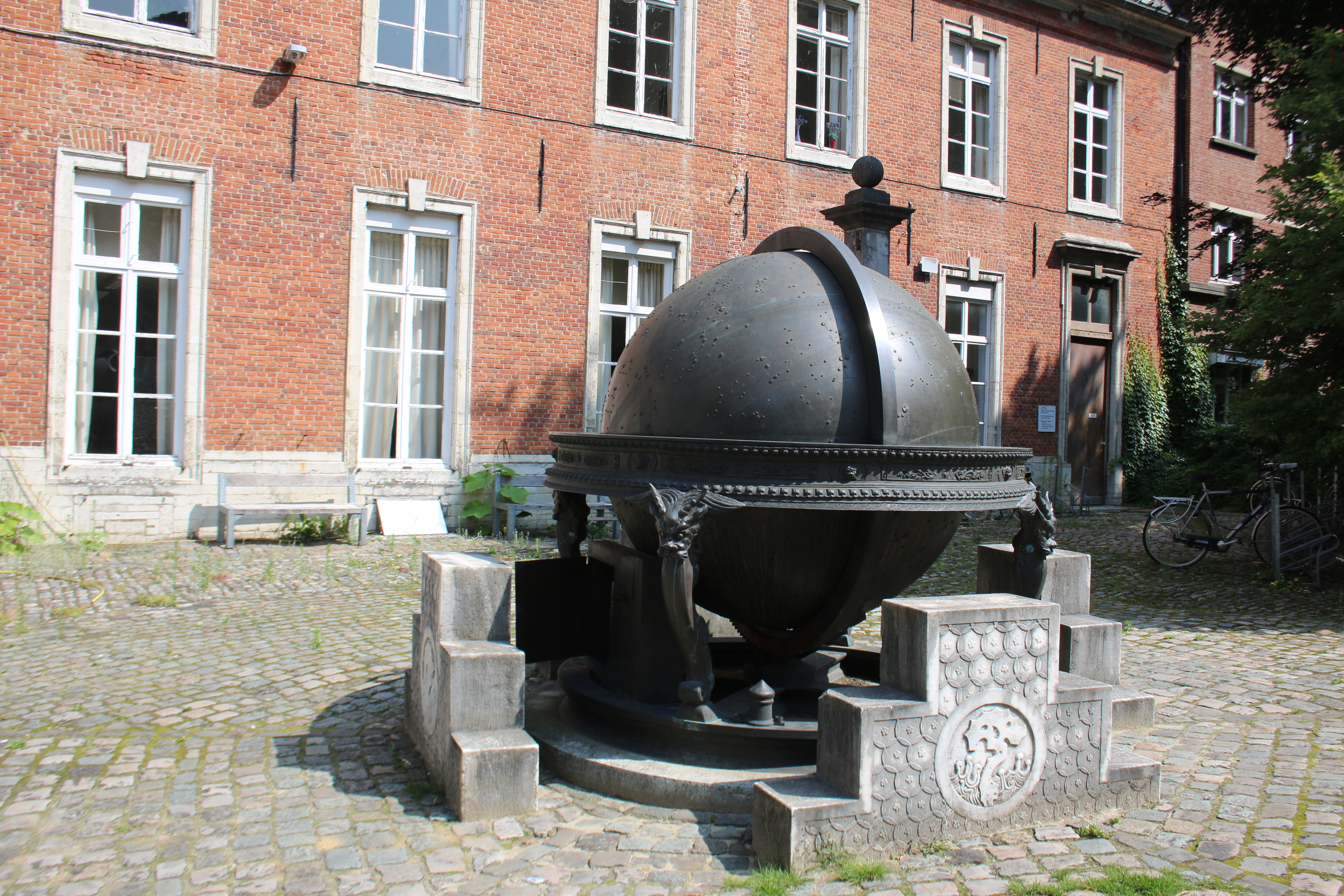
Binnenplein van het Atrechtcollege

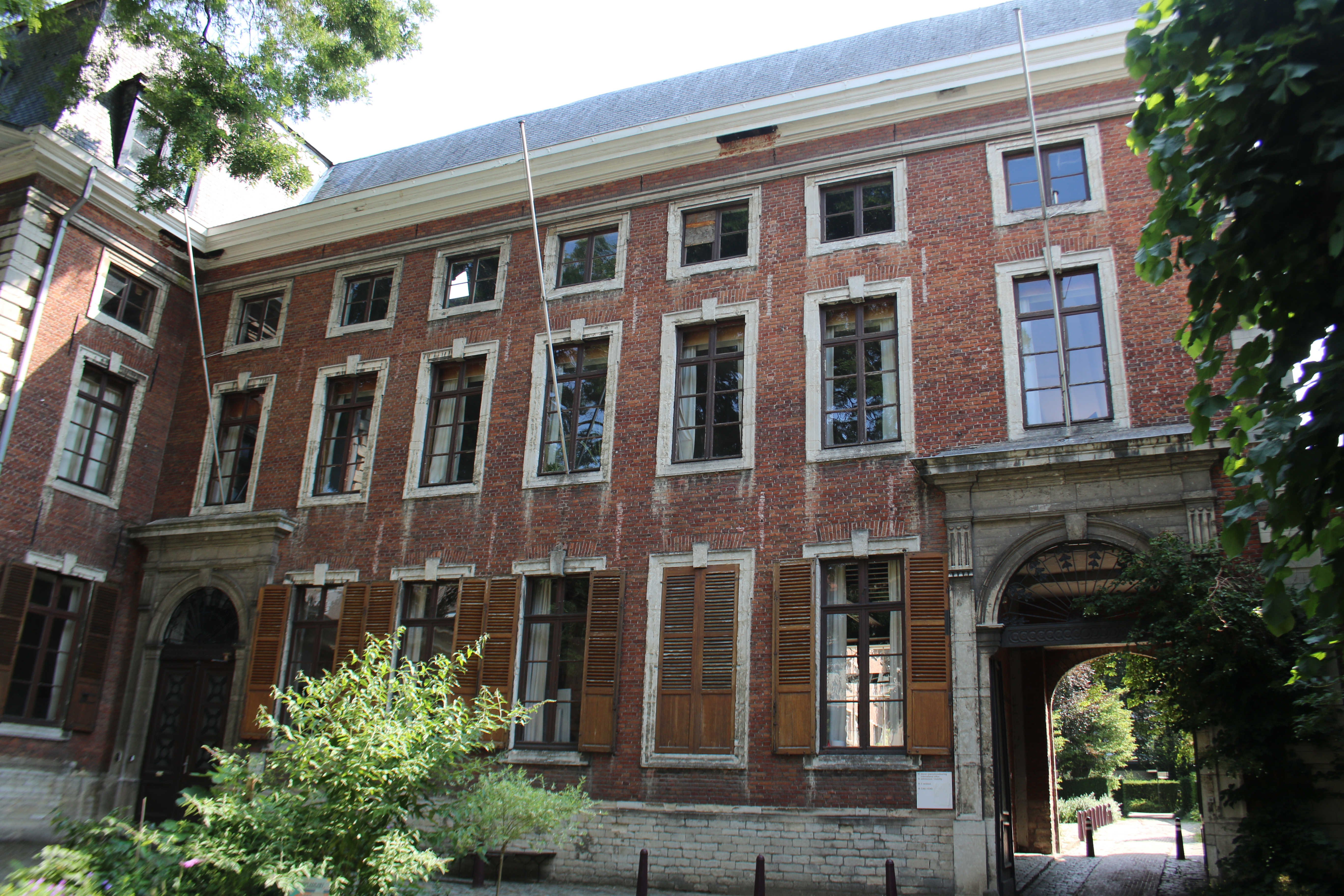
Toegangspoort van het Atrechtcollege

Het Atrechtcollege (Frans: Collège d'Arras) is een bouwwerk van de KU Leuven aan de Naamsestraat te Leuven.
Het college werd in 1508 gesticht door Nicolaus Ruterius, die zes jaar eerder, in 1502, tot bisschop van Atrecht werd gewijd. Ruterius uit Luxemburg had aanzien en macht aan het Bourgondische hof, en zou nog meerdere hoge kerkelijke functies bekleden. In Leuven was hij proost van het kapittel van de Sint-Pieterskerk en kanselier van de universiteit.
Eind 15e, begin 16e eeuw begonnen theologieprofessor Jan Standonck, priester Johannes Robbijns en theologiehoogleraar Adrianus Florenszoon Boeyens allen met een college, waar studenten konden opgelegd worden tot gedegen onderrichte priesters. Ruterius zag in zijn college plaats voor dertien arme Artesstudenten, waarbij hij op basis van eigen afkomst en belangen ruimte had voor kandidaten uit Atrecht, Haarlem, Kamerijk, Luxemburg en Leuven. Het college werd, ook met de erfenis van Ruterius, tot in de 17e eeuw verder uitgebouwd. Er volgden nog meerdere legaten en schenkingen van sympathisanten en college-presidenten, waarmee het Atrechtcollege een van de rijkere colleges van de Leuvense universiteit werd. Doorheen de eeuwen verbleven er niet enkel Artesstudenten, maar ook studenten theologie en recht.
Nadat de universiteit in 1797 door de Franse bezetters werd gesloten, werd het college verkocht in eerste rang aan een wijnhandelaar. Pas in 1921 kwam het terug naar de universiteit, waarbij het college werd ingericht voor meisjesstudenten. De uitbating werd toevertrouwd aan de Congregatie van de Dochters van Maria van Paridaens. Uit die tijd dateert het verhaal dat vasthangt aan de 18e-eeuwse sophora japonica op de eerste binnenplaats. Afhankelijk van de versie van het  verhaal is deze Japanse honingboom in het Leuvense gekend als de "boom van 't groot verdriet" ofwel omdat hier de meisjesstudenten na de avondsluiting treurden om hun liefde waarvan ze voor de dag afscheid hadden moeten nemen, ofwel omdat hier de jongensstudenten met een vurige kus afscheid namen van de meisjesstudenten die geen jongens mee naar binnen mochten nemen. De meisjespedagogie werd in 1977 gesloten, en in 1979 werd het gebouw door andere diensten van de universiteit in gebruik genomen.
Tegenwoordig zijn in het Atrechtcollege het International Office van de KU Leuven, het Centrum Agrarische Geschiedenis en Interfacultair Centrum Agrarische Geschiedenis (KU Leuven) en het Ferdinand Verbiest Instituut (KU Leuven) gevestigd.